# 汪海燕
汪海燕（1976年—）是一位美国华人工程师。

## 生平
1976年出生于中国，1998年获得南昌大学材料科学与工程学院无机非金属材料专业学士学位。1999年获得中国科学院金属研究所硕士学位。2002年获得北卡罗来纳州立大学博士学位。2003年进入洛斯阿拉莫斯国家实验室担任博士后。2006年加入德州农工大学担任助教，2016年加入普渡大学担任教授。

## 荣誉
- 2008年获得美国青年科学家与工程师总统奖[5]
- 2015年被选为美国陶瓷学会会士，[6]
- 2016年被选为美国科学促进会会士，[7]
- 2017年被选为美国物理学会会士，[8]
- 2019年被选为材料研究学会会士[9]
- 2020年被选为美国国家发明家科学院院士[10]